# Paul Tibbitt
Paul Harrison Tibbitt IV (Condado de Los Ángeles, California; 13 de mayo de 1968) es un animador, productor de televisión, escritor, artista de guion gráfico, compositor, actor de voz y director estadounidense, más conocido por su trabajo en el popular programa de televisión Bob Esponja, del que además, fue productor ejecutivo. Además es conocido por dar voz de Mamá Cangrejo y de Potty. Después de que el creador Stephen Hillenburg diera un paso atrás a desarrollar la serie, a Tibbit le fue confiado  la supervisión de producción (showrunner) convirtiéndose en productor ejecutivo, trabajando así en gran parte de los episodios de la serie.

## Filmografía
- Loose Tooth (corto de televisión) (1997; animador y escritor)
- Recess (1997; revisión de animación)
- CatDog (1998; actor de voz)
- Herd (corto de televisión) (1999; escritor)
- Bob Esponja (1999-2017, artista de animación y escritor; 1999-2004, productor ejecutivo; 2007-2015, productor de supervisión; 2005-2015, showrunner; 2005-2015, compositor de música adicional)
- Super Santa in South Pole Joe (2002; diseñador de animación)
- Whatever Happened to... Robot Jones? (2002; artista de animación)
- Bob Esponja: La Película (2004; escritor y animador)
- Bob Esponja: Un héroe fuera del agua (2015; director)